# Nagy Sándor (katona)
Nagy Sándor (angolul: Alexander Nagy) (Magyarország?, 1827. – USA?, 1866 után) magyar és amerikai szabadságharcos katona.

## Élete
Az 1848/49-es szabadságharc részese lehetett, mert a világosi fegyverletétel után azonnal Angliába emigrált. Az angolok kifizették a magyar szabadságharcos menekültek hajójegyét, ha azok tovább akartak menni Amerikába, Nagy Sándor is élt ezzel a lehetőséggel, 1852. április 2-án a Cornelius Grinnell nevű hajó fedélzetén áthajózott az 'Új Világba'.
Amerikában a nyugati partvidéken próbálkozott megélni, kemény fizikai munkát kellett végeznie, 1860-ban San José városában (Kalifornia) volt napszámos. Az amerikai polgárháborúba 1864-ben kapcsolódott be az unionisták oldalán, 1864. március 30-án sorozták be közlegénynek a 2. számú kaliforniai gyalogezred „B” századába. Őrmesteri rangfokozatot ért el, 1866. május 10-én szerelték le Kaliforniában.

## Magánélete
Az 1850-es évek vége felé nősült meg, osztrák nőt vett feleségül, első fiúgyermekük, Alex 1860-ban született.